# Leptophysa
Leptophysa là một chi bọ cánh cứng trong họ Chrysomelidae.
Chi này được miêu tả khoa học năm 1877 bởi Baly.

## Các loài
Chi này gồm các loài:
- Leptophysa ornata Medvedev, 2004